# Andrea Zordan
Andrea Zordan (Vicenza, 11 de juliol de 1992) és un ciclista italià, professional des del 2014.

## Palmarès
- 2009
  -  Campió d'Itàlia en ruta júnior
- 2010
  - Vencedor d'una etapa al Trofeu Karlsberg
- 2013
  -  Campió d'Itàlia en ruta sub-23
  - 1r al Gran Premi Ciutat de Felino
  - 1r al Trofeu Franco Balestra
  - 1r al Trofeu Edil C
  - 1r a la Coppa Cicogna
  - 1r al Gran Premi de Poggiana
  - 1r al Gran Premi Colli Rovescalesi